# German Golf Teachers Federation
Die German Golf Teachers Federation (GGTF) ist ein deutscher Golflehrerverband. Sie ist außerordentliches Mitglied im DGV und Mitglied im ÖGV als assoziierte Organisation. Nach eigenen Angaben ist er der zweitgrößte selbständige Golfverband in Deutschland.

## Geschichte
Der Verband wurde im Jahr 2001 gegründet und hat seinen Sitz in Weißenburg.

## Aufgaben
Die Hauptaufgaben sind das Angebot einer sportwissenschaftlich, -medizinisch und -psychologisch fundierten Golflehrerausbildung sowie die  Förderung des Golfsports auf breiter Ebene. Golflehrer gilt als eines der Berufsbilder eines Berufsgolfers.

## Ausbildung
Der berufsqualifizierende Abschluss Fully Qualified Teaching Professional umfasst eine 24-monatige Ausbildung mit 320 Unterrichtsstunden. Die Ausbildung ist in vier Stufen und acht Seminarblöcke eingeteilt. Außerdem ist für den Abschluss die C-Trainer Ausbildung beim DGV und eine Praktikumszeit in einem Golfclub erforderlich. Das duale Ausbildungssystem der GGTF erlaubt dem Teilnehmer die Ausbildung zum Teaching Golf Professional nicht nur in Vollzeit, sondern auch parallel zu seinem Beruf zu durchlaufen. Die Ausbildung wird durch eine eigene Ausbildungs- bzw. Prüfungsordnung geregelt und erfolgt durch Teaching Professionals sowie Dozenten der technischen Universitäten.

## Mitgliedschaft
Für die Mitgliedschaft müssen eine der folgenden Voraussetzungen erfüllt sein: Bestandene GGTF-Zugangsprüfung, Anerkennung anderer Ausbildungen zum Golflehrer, qualifizierte Ausbildung im Sport oder in sportmedizinischen Berufen und mindestens die C-, B- oder A-Lizenz des DGV oder die bestandene Assistentenprüfung der PGA.